# Douba-Douba
Pour plus de détails, voir Fiche technique et Distribution.
Douba-Douba (Дюба-Дюба) est un film russe réalisé par Alexandre Khvan, sorti en 1993.

## Fiche technique
- Titre original : Дюба-Дюба
- Titre français : Douba-Douba
- Réalisation : Alexandre Khvan
- Scénario : Piotr Loutsik et Alexeï Samoriadov
- Photographie : Anatoli Sousekov
- Montage : Albina Antipenko
- Pays d'origine : Russie
- Format : Couleurs - 35 mm - Mono
- Genre : drame, romance
- Durée : 140 minutes
- Dates de sortie :
  - Russie : 28 novembre 1992
  - France : mai 1993 (Festival de Cannes 1993)

## Distribution
- Oleg Menchikov : Andrei
- Anjela Belianskaya : Tania
- Alexandre Negreba : Kolia
- Grigori Konstantinopolski : Viktor
- Alexandre Tiounine : Igor

## Distinctions

### Récompense
- Nika 1993 : meilleur son

### Sélection
- Festival de Cannes 1993 : sélection en compétition officielle